# Acrocercops supplex
Acrocercops supplex là một loài bướm đêm thuộc họ Gracillariidae. Loài này có ở Ấn Độ (Bihar).
Ấu trùng ăn Terminalia bellirica và Terminalia catappa. Chúng có thể ăn lá nơi chúng làm tổ.